# きみのためにつよくなりたい
「きみのためにつよくなりたい」は、2010年4月21日リリース、サンボマスターのメジャー5枚目のアルバム。

## 概要
ジャケットのイラストは、近藤洋一出演映画「ソラニン」原作者、浅野いにお。

## 収録曲
| 全作詞・作曲: 山口隆。 |                                                                    |        |            |      |
| #                      | タイトル                                                           | 作詞   | 作曲・編曲 | 時間 |
| 1.                     | 「ラブソング」                                                     | 山口隆 | 山口隆     | 5:44 |
| 2.                     | 「あなたといきたい」                                               | 山口隆 | 山口隆     | 4:18 |
| 3.                     | 「できっこないを やらなくちゃ」                                    | 山口隆 | 山口隆     | 3:35 |
| 4.                     | 「世界をかえさせておくれよ」(きみのためにつよくなりたいバージョン) | 山口隆 | 山口隆     | 2:48 |
| 5.                     | 「僕の好きな君に」                                                 | 山口隆 | 山口隆     | 5:59 |
| 6.                     | 「愛とは 愛とは」                                                  | 山口隆 | 山口隆     | 3:07 |
| 7.                     | 「君を守って 君を愛して」(きみのためにつよくなりたいバージョン)    | 山口隆 | 山口隆     | 4:48 |
| 8.                     | 「アイ ウォン チュー」                                             | 山口隆 | 山口隆     | 5:01 |
| 9.                     | 「スローなディスコにしてくれ」                                     | 山口隆 | 山口隆     | 4:35 |
| 10.                    | 「I love you&I hate the world」                                    | 山口隆 | 山口隆     | 4:05 |
| 11.                    | 「傘にさせてくれ」                                                 | 山口隆 | 山口隆     | 3:54 |
| 12.                    | 「きみはともしび」                                                 | 山口隆 | 山口隆     | 5:08 |
| 13.                    | 「新しく光れ」                                                     | 山口隆 | 山口隆     | 5:52 |
| 合計時間:              | 合計時間:                                                          | 58:54  |            |      |

### 楽曲解説
1. ラブソング
13枚目のシングル。
2. あなたといきたい
3. できっこないを やらなくちゃ
14枚目のシングル。
日産自動車「日産・セレナ」CFソング。
4. 世界をかえさせておくれよ（きみのためにつよくなりたいバージョン）
13枚目シングル・カップリング曲。
日本コカ・コーラ「い・ろ・は・す」CFソング。
5. 僕の好きな君に
6. 愛とは 愛とは
味の素CF曲。
7. 君を守って 君を愛して（きみのためにつよくなりたいバージョン）
12枚目のシングル。
テレビ東京系アニメ「BLEACH」エンディングテーマ。
8. アイ ウォン チュー
9. スローなディスコにしてくれ
10. I love you&I hate the world
11. 傘にさせてくれ
12. きみはともしび
2010スカパー!Jリーグ中継オフィシャル曲。
13. 新しく光れ（5:52）
東京新聞CF曲。

## 演奏
- 山口隆
  - 唄とギター
  - Chorus Arrangement (#3)
- 近藤洋一：ベースとコーラス
- 木内泰史：ドラムスとコーラス
- 井口慎也：Piano, Arrangement (#1)
- 阿部美緒：Strings Arrangement (#1)
- アベミオストリングスカンパニー：Strings (#1)
- 菜穂 (Taja)：Chorus Arrangement (#3)
- 伊藤歩：Female Vocal (#4)
- 伊藤寛 (WACK WACK RHYTHM BAND)：Keyboards (#7)